# Charles-Valentin Alkan
Pour les articles homonymes, voir Alkan (homonymie) et Morhange.

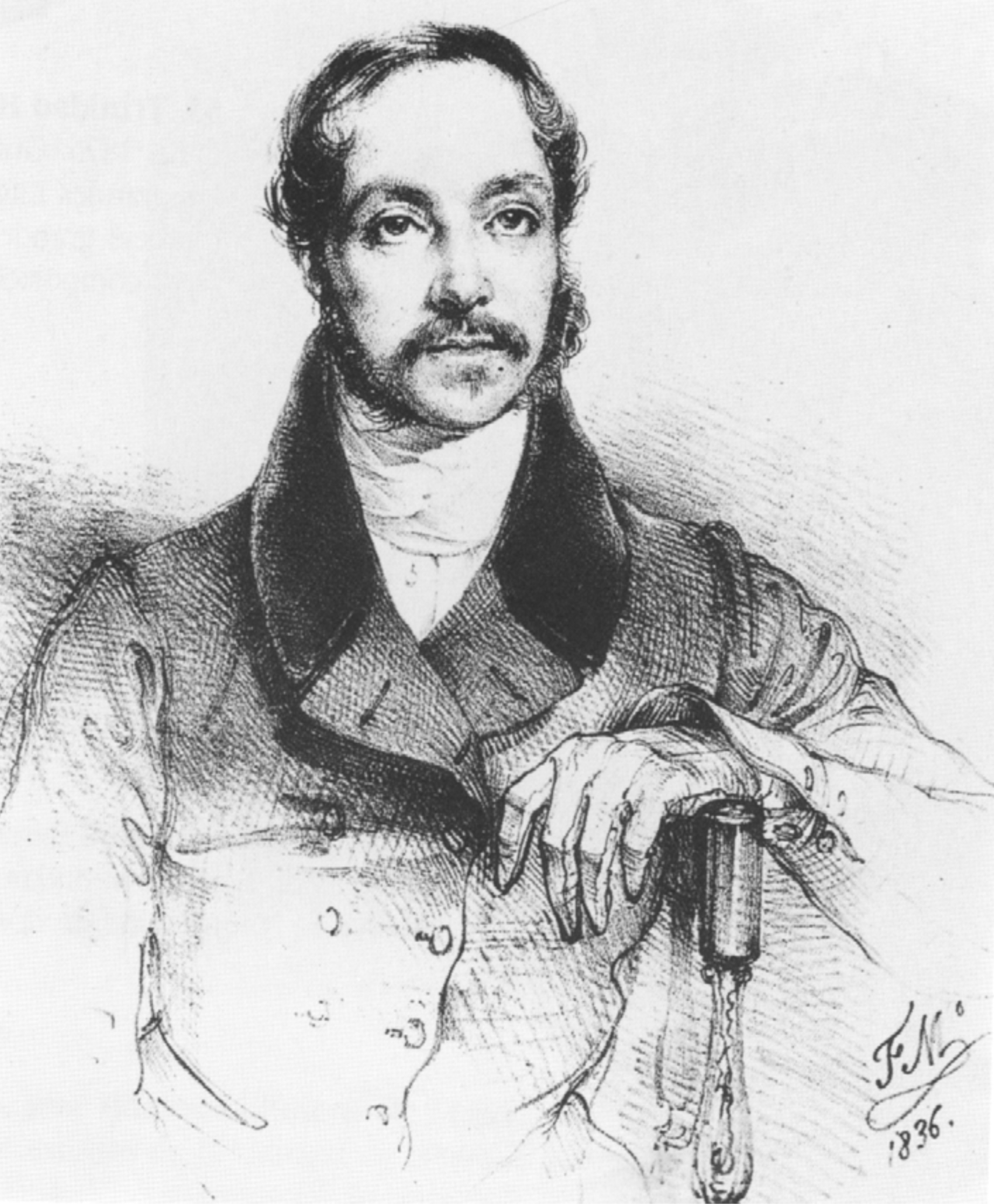
Santiago de Masarnau, destinataire de 41 lettres (souvent intimes) d‘Alkan.

Charles-Valentin Morhange dit Alkan, né rue de Braque dans l'ancien septième arrondissement de Paris (partie rattachée au troisième arrondissement en 1859 lors de la réorganisation administrative de la ville et de la création des vingt nouveaux arrondissements) le 30 novembre 1813 et mort à Paris 8e le 29 mars 1888, est un pianiste et compositeur français.
Se rattachant à la tradition de la grande virtuosité de l'époque romantique, initiée par Paganini au violon, puis au piano par Frédéric Chopin et Franz Liszt, il est considéré comme un représentant français majeur de l'école de piano romantique.

## Biographie
Issu d'une famille de religion juive originaire de Metz, il est le fils d'Alkan Morhange, qui tient une école élémentaire réputée pour son enseignement musical, située rue des Blancs-Manteaux, et de Julie Abraham ; comme lui, ses quatre frères et sa sœur ont par la suite adopté le prénom paternel comme nom de scène.
Charles-Valentin est un enfant prodige qui entre au Conservatoire de Paris à 6 ans. Il étudie l'harmonie, l'orgue et le piano avec des professeurs tels que Pierre Zimmermann, qui fut aussi le professeur de Georges Bizet, César Franck, Charles Gounod et Ambroise Thomas. Il obtient le premier prix de piano en 1824, d'harmonie en 1827 (classe de Victor Dourlen), d'orgue en 1834 (classe de François Benoist),. À 17 ans, il est un virtuose réputé, rivalisant avec Franz Liszt ou Sigismund Thalberg, surnommé « le Berlioz du piano » par Hans von Bülow.
Il a cependant été peu présent en concert : dès l'âge de vingt ans, il se retire de la vie publique, manifestant une forte misanthropie, et se consacre à la composition. Pour gagner sa vie, il donne des leçons : il devient un pédagogue réputé vers lequel les élèves de Chopin se tourneront à la mort de celui-ci. Tous les ans, il donne Six petits concerts, salle Érard, où il présente en intermède quelques-unes de ses œuvres, au milieu d'un répertoire très classique. À l'exception d'une tournée en Angleterre en 1833 à la demande de ses amis, notamment Pierre Zimmermann, il reste attaché à Paris et ne voyage pas.
En 1834, Alkan a commencé à se lier avec le musicien espagnol Santiago de Masarnau, ce qui a donné lieu à une correspondance étendue et souvent intime, qui a duré plus de 40 ans. Ces 41 lettres n‘ont été révélées qu'en 2009.

« Je t‘aime, moins pour l'incroyable variété de tes connaissances, que pour toi-même, que pour la bonté de ton âme; qui est peut-être cependant le fruit de cette instruction peu ordinaire. Je t’aime, mais à cette amitié qui ne souffre point de partage, de cette amitié qui ressemble sans cesse à l'amour passager qu'a une femme exaltée pour vous un instant. »

— Charles-Valentin Alkan à Santiago de Masarnau, 3 janvier 1835,
Il reprend les concerts en 1844. Il espère un moment succéder à Pierre Zimmermann au Conservatoire de Paris, mais c'est Marmontel qui obtient le poste. En 1848, après cet amer échec, Alkan mène une vie de plus en plus solitaire, même s'il revient parfois à la vie publique, comme en 1855 avec la publication de ses Douze Études dans tous les tons mineurs, op. 39.
Il ne s’est jamais marié, et malgré l'absence de document officiel, il semble que Eraïm Miriam Delaborde soit son fils naturel,,. Delaborde, comme lui, ira au Conservatoire.
Il meurt le 29 mars 1888, à 74 ans. Contrairement à la légende, il n'a pas été écrasé par sa bibliothèque en voulant saisir le Talmud.
Alkan meurt dans un oubli presque total. Ses œuvres vont être également négligées, mais des musiciens comme Ferrucio Busoni, Pierre Réach, Egon Petri, Hüseyin Sermet essaieront de promouvoir sa musique.
Ses compositions ont été longtemps méconnues et restent encore peu enregistrées. Elles sont pourtant particulièrement originales et personnelles et d'une extrême difficulté d'exécution. La musique d'Alkan est à l'image de son caractère étrange : elle est toute de contraste. Capable de tous les extrêmes, passant de l'un à l'autre sans transition, il aime les antithèses jusque dans ses titres, et l'on comprendra son goût des contrastes en écoutant le calme Zorcico après la véhémente Sonatine, et la Barcarolle entre la puissante Marche et la Saltarelle comme le souligne le critique Georges Beck.
Il est inhumé au carré israélite du cimetière Montmartre (3e division), avec sa sœur Céleste (1812-1897), artiste musicienne, épouse de Mayer Marix, facteur d’orgues, co-inventeur de l'harmoniflûte.

## Œuvre

### Présentation
Comme Frédéric Chopin, Alkan a écrit presque exclusivement pour le piano. Ses œuvres les plus importantes sont la Grande Sonate pour piano « Les Quatre Âges de la vie », op. 33, et ses Études, comparables en difficulté et en complexité aux Études d'exécution transcendante de Liszt. Si les Études dans tous les tons majeurs, op. 35, ressemblent encore aux publications de son temps, les Études dans tous les tons mineurs, op. 39, constituent une somme pianistique de 300 pages, sans équivalent à l'époque. Le recueil est dominé par une Symphonie et un Concerto : le concerto pour piano solo, œuvre cataclysmique écrite d'après ses Études dans les tons mineurs, cette œuvre pour piano seul dure près de 50 minutes. Le fait de donner de tels titres à des œuvres pour piano solo traduit bien l'ambition d'Alkan qui est de conférer une dimension orchestrale au piano.
Multipliant les difficultés techniques, Alkan y affectionne, en particulier, les groupes d'octaves et d'accords obligeant l'interprète à des extensions et des déplacements très rapides, les gammes et les arpèges qui fusent, les notes répétées et les batteries donnant parfois l'impression d'un mouvement perpétuel, comme dans Le Chemin de fer, op. 27, évocation virtuose de la fuite en avant d'un train ; enfin, une riche texture polyphonique et polyrythmique. En dehors des grandes pièces de concert, longues et éprouvantes, Alkan sait faire preuve d'un talent de miniaturiste, comme dans ses 48 Esquisses op. 63 de 1861 ou l'abrupt Scherzo diabolico (de l'op. 39) qui fait résonner le rire de Méphistophélès.
Les énormes difficultés techniques ont considérablement réduit la diffusion des œuvres d'Alkan. Néanmoins, plusieurs pianistes ont interprété ses œuvres. D'abord dans la fin des années 1960 avec Raymond Lewenthal et John Ogdon, et plus récemment avec des pianistes comme Ronald Smith, Jack Gibbons, Marc-André Hamelin, Vincenzo Maltempo (en) et Stéphanie Elbaz. César Franck a effectué une transcription pour l'orgue de plusieurs de ses pièces.
Il a également eu une affection particulière pour le piano-pédalier, instrument qui lui fut prêté par la maison Érard, et qu'il conserva jusqu'à sa mort. Il compose quelques œuvres pour cet instrument comme le Benedictus op. 54 et les douze études pour piano à pédalier.

### Liste de ses compositions
Alkan laisse environ une centaine d'œuvres.
- 1828, Variations sur un thème de Steibelt, op. 1 (le concerto Orage)
- 1829, Les Omnibus, variations pour le piano forte, op. 2, dédié aux Dames Blanches, Schlessinger, Paris
- 1830, Il était un p'tit homme, rondoletto, op. 3
- 1832, Premier concerto da [di] camera en la mineur, op. 10. Nouvelle édition revue par E. M. Delaborde et I. Philipp, Gérard Billaudot, Paris (fonds Costallat)
- 1832, Deuxième concerto da camera en ut-dièse mineur, op. 10. Nouvelle édition revue par E. M. Delaborde et I. Philipp, Gérard Billaudot, Paris (fonds Costallat)
- 1833, Rondo brillant pour piano et quatuor de cordes, op. 4
- 1833, Rondeau chromatique pour le piano forte, op. 12 no 1 ; composé et dédié à la Société des Enfants d'Apollon et exécuté à leur concert annuel, par Ch. V. Alkan, professeur honoraire de l'École Royale de Paris et membre de la société des enfants d'Apollon. R. Cocks & C°, Londres
- 1834, Variations sur La tremenda ultrice spada de « I Capuleti èi Montecchi de Bellini », op. 16 no 5
- 1834, Variations pour le piano sur Ah ! segnata é la mia morte de Anna Bolena de Donizetti, op. 16 no 4, dédié à Madame H. G. Le Loder, par C. V. Alkan. R. Rock & C°, Londres (introduction tirée de la ritournelle, thème, trois variations et final)
- 1834, Variations quasi fantaisie composés sur une barcarolle napolitaine, dédiées à Miss Mary Windsor, op. 16 no 6. R. Rock & C° ; London
- 1837, Trois études de bravoure, op. 16 (Scherzi) également connus sous le nom de Caprices. (1 - mouvement de valse (trio ; stretto) 2- moderato quasi menuetto 3 - prestissimo). Nouvelle édition revue par E. M. Delaborde et I. Philipp, Gérard Billaudot, Paris (fonds Costallat)
- 1837, Souvenirs : Trois morceaux dans le genre pathétique, op. 15 (1 - Aime moi ; 2 - Le Vent ; 3 - Morte). Imprimerie Mergault, Paris
- 1837, Trois Andantes romantiques, op. 13
- 1837, Trois improvisations (dans le style brillant), op. 12
- 1838, Les Mois, op. 74
- 1838, Six morceaux caractéristiques, op. 16 (publiés plus tard sous le numéro d'opus 8)
- 1838 / 1840, Trois grandes études, op. 76. no 1 - Fantaisie en la-bémol majeur, Largamente, Gravemente, Vivamente ; no 2 - Introduction, variations et Finale, pour la main droite seulement, Colla mano diritta solamente ; no 3 - Étude pour les deux mains (I Philipp, 12 études de virtuosité no 3).
- 1840, Jean qui pleure et Jean qui rit, deux fugues sans numéro d'opus. Imprimerie Mergault, Paris.
- 1840, Grand Duo concertant en fa-dièse mineur pour violon et piano, op. 21
- 1841, Trio en sol mineur pour violon, violoncelle et piano, op. 30
- 1844, Nocturne, op. 22
- 1844, Saltarelle, op. 23
- 1844, Gigue et Air de ballet dans le style ancien, op. 24 no 1. Nouvelle édition revue par E. M. Delaborde et I. Philipp, Gérard Billaudot, Paris (fonds Costallat)
- 1844, Alleluia, op. 25. Musica Obscura Éditions
- 1844 / 1846, Marche funèbre pour le piano, op. 26, dédiée à Madame la Maréchale, Duchesse de Montebello. Milan, F. Lucca
- 1844, Marche triomphale pour piano, op. 27, dédiée à la duchesse de Montebello. Berlin, Schlessinger
- 1844, Le Chemin de fer, étude op. 27. Nouvelle édition revue par E. M. Delaborde et I. Philipp, Éditions M. R. Braun, Paris (fonds Costallat-Billaudot)
- 1844, Le Preux, étude de concert, op. 17, dédicacé à Madame Adèle Janvier. Milan, F. Lucca
- 1834, Désir, Fantaisie sur Don Juan en La bémol majeur, sans numéro d'opus. Gérard Billaudot, Paris.
- 1846, 25 Préludes, piano ou orgue, op. 31
- 1846, Bourrée d'Auvergne, étude, op. 29
- 1847, Douze études dans tous les tons majeurs, opus 35
- 1847, Grande sonate ou Les Quatre âges de la vie, op. 33
- 1847, Scherzo focoso, op. 34
- 1847, Etz chajjim hi pour chœur mixte a cappella (pour 2 sopranos, ténor et basse), sans numéro d'opus
- 1849, Deuxième recueil d'impromptus - Trois airs à cinq temps et un à sept temps, opus 32/2
- 1849, 4 Impromptus, opus 32/1
- 1850, 12 études pour les pieds seulement, sans numéro d'opus
- 1856, Salut, cendre du pauvre ! op. 45
- 1856, Minuetto alla Tedesca, op. 46
- 1857, Sonate de concert en Mi majeur pour violoncelle et piano, op. 47
- 1857, Trois marches (quasi da cavalleria), op. 37
- 1857, Trois petites fantaisies, op. 41
- 1857, Réconciliation, petit caprice, op. 42
- 1857, Douze études dans tous les tons mineurs, op. 39
- 1857, Halelouyoh pour chœur mixte et piano ou orgue en Sol mineur (pour soprano, contralto, ténor, basse et piano ou orgue), sans numéro d'opus
- 1857, Trois marches pour piano en duo, op. 37
- 1857, Deuxième recueil de chants, op. 38
- 1857, Bombardo-Carillon en Si-bémol, sans numéro d'opus
- 1859, Capriccio alla soltadesca op. 50
- 1859, Le tambour bat aux champs, esquisse, opus 50 bis
- 1859, Super flumina Babylonis, paraphrase du psaume 137, op. 52
- 1859, Quasi-caccia, caprice, op. 53
- 1859, Benedictus — pour pédalier ou piano trois mains, op. 54
- 1859, Une fusée, introduction et impromptu, op. 55
- 1859, Deuxième nocturne, op. 57
- 1859, Troisième nocturne, op. 57
- 1859, Trois menuets, op. 51
- 1859, Petits préludes sur les huit gammes du plain-chant pour orgue, sans numéro d'opus
- 1860, Le Grillon, quatrième nocturne, op. 60 bis, Costallat, Paris
- 1860, Ma chère liberté et ma chère servitude : Deux petites pièces, op. 60
- 1861, Esquisses (Motifs), op. 63
- 1861, Sonatine en la mineur, op. 61
- 1867, 11 pièces dans le style religieux et une transcription du Messie d'Händel, orgue, harmonium, piano, op. 71
- 1869, Finale (Saltarelle du concerto pour violoncelle arrangée pour piano à 4 mains) [grande sonate], op. 47
- 1869, Impromptu sur le choral de Luther Un fort rempart est notre Dieu pour piano à pédales ou à trois mains, op. 69 (à M. François Benoist)
- 1869, 13 prières pour orgue, pédalier, piano trois mains, op. 64
- 1869, Troisième recueil de chants, op. 65
- 1872, Toccatina, op. 75
- 1872, Trente chants (Cinquième suite) Six chants, op. 70 ; dans Œuvres choisies de Ch. V. Alkan, nouvelle édition revue par E. M. Delaborde et I. Philipp, Costallat, Paris
- 1879, Trente chants (Quatrième suite), Six chants, op. 67 ; dans Œuvres choisies de Ch. V. Alkan, nouvelle édition revue par E. M. Delaborde et I. Philipp, Gérard Billaudot, Paris (Neige et lave ; Chanson de la bonne vieille ; Bravement ; Doucement ; Appassionato ; Barcarolle)
- 1883, Rondo d'après Rossini (largo, Le Barbier de Séville), op. 5 (perdu)

### Transcriptions
- Bach : BWV 1
- Beethoven : Concerto en Ut mineur op. 37 — Chant d'Alliance — Cavatine du 13e quatuor à cordes, op. 130
- Donizetti : Elixir d'amour
- Grétry : Janissaires
- Gluck : Iphigénie en Tauride : « Chœur des scythes » — Armide : « Jamais dans ces beaux lieux »
- Haendel : Réveille le son clair de la trompette
- Haydn : andante de la 36e symphonie — menuet du quatuor op. 76 — Quatuor à corde en ré majeur op. 64 no 5 : Finale
- Marcello : Psaume 18
- Meyerbeer : Le Prophète (piano à quatre mains)
- Mozart : motet « Ne cinis et pulvis superbe » — andante du 8e quatuor — Concerto en Ré mineur K. 466 no 20  — menuet de la Symphonie en Mi♭ majeur — menuet de la Symphonie en sol mineur
- Weber : Scherzo du trio op. 63
- Rigaudons des petits violons et hautbois de Louis XIV

## Discographie
- Concerto da camera no 2, par Michael Ponti (piano), enregistré en 1979. Doron Music, 2015.
- Capriccio alla soldatesca op. 50 ; Le tambour bat aux champs op. 50 bis ; Trois menuets op. 51 ; Une fusée, op. 55 ; Nocturnes nos 2 et 3 op. 57 ; Sonatine op. 61, par Constantino Mastroprimiano (piano), enregistré en 2014. Brillant Classic, 2014.
- Sonate de concert pour piano et violoncelle op. 47, par Pascal Amoyel (piano), Emmanuelle Bertrand (violoncelle). Harmonia Mundi, 2001.
- Prières op. 64 ; Grand prélude et transcription du Messie de Haendel op. 66 ; Benedictus op. 64 (arrangement pour deux pianos par José Vianna da Motta), par Vincenzo Maltempo (en), Emanuele Delucchi (pianos). Toccata Classics, 2014.
- Prières op. 64, transcrites pour orgue par César Franck. Par Helmut Deutsch (orgue, église Saint-Sébastien de Nancy). Organum Classics, 2013.
- Concerto pour piano solo, par John Ogdon (piano). RCA, rééd. Sony, 2014.
- 12 études op. 39, par Jack Gibbons (piano). ASV, 2013.
- Recueils de chants, livre IV op. 67 et livre V op. 70 ; Deux Nocturnes op. 57 ; Deux petites pièces op. 60 ; Chapeau bas ; Désir. Par Stéphanie MacCallum (piano). Toccata Classics, 2013.
- 12 études op. 39 (extraits), par Vincenzo Maltempo (piano). Piano Classics, 2013.
- Le festin d'Esope, op. 39 no 12 ; Trois morceaux dans le genre pathétique op. 15 ; Ouverture op. 39 no 11 ; Sonatine op. 61. Par Vicenzo Maltempo (piano). Piano Classics, 2013.
- Le festin d'Esope, op. 39 no 12 ; Barcarole op. 65 no 6 ; Symphonie op 39 no 4 ; Grande sonate op. 33, 2e mouvement. Par Raymond Lewenthal (piano). Rééd. Elan, 2013.
- Fantaisie op. 76. Par Maxime Zecchini. Ad Vitam, 2013.
- Grandes études op. 76 ; Sonatine op. 61 ; Deux petites pièces op. 60. Par Alessandro Deljavan (en). Piano Classics, 2012.
- Nocturne op. 22 ; Barcarolle op. 65 no 6 ; Chanson de la folle au bord de la mer op. 31 no 8 ; Grande Sonate « Les quatre âges » op. 33 ; Esquisses op. 63. Par Pascal Amoyel (piano). La Dolce Volta, 2013.
- Recueils de chants (I-III) op. 38 ; Une fusée op. 55. Par Stéphanie MacCallum (piano). Toccata Classics, 2013.
- 25 Préludes op. 31. Par Olli Mustonen. Decca, 2013.
- Grande Sonate « Les quatre âges » op.33 ; Trois grandes études op. 76. Par Albert Frantz. Gramola, 2012.
- Grande Sonate « Les quatre âges » op.33 ; Symphonie pour piano solo. Par Vicenzo Maltempo (piano). Piano Classics, 2012.
- Sonate de concert pour piano et violoncelle op. 47. Par Vaughan Schlepp (piano), Job Ter Har (violoncelle). Quintone, 2012.
- Préludes op. 65 nos 5 et 10. Par Olivier Latry (piano-pédalier). Naïve, Cité de la musique Paris, 2011.
- Douze études dans tous les tons majeurs op. 35. Par Stéphanie MacCallum (piano), enr. 1992. Tall Poppies, 2011.
- Benedictus op. 5 4; Impromptu sur un choral de Luther op. 69 ; Saltarelle op. 47 ; Fantaisie à quatre mains sur Dom Juan op. 26 ; Trois marches op. 40 ; Bombardo-carillon finale op. 17. Par Goldstone, Clemmow (pianos et piano à quatre mains). Toccata Classics, 2010.
- Nocturne no 1 op. 22 ; Esquisses op. 63 (extraits) ; Le festin d'Ésope, op. 39 no 12; Le Temps qui n'est plus op. 31 no 12; Grande Sonate « Les quatre âges » op. 33 ; Toccatina op. 75 ; Les Mois op. 74 (extraits) ; Petite fantaisie op. 41 no 2 ; Le Tambour bat aux champs op. 50 no 2 ; Suite no 1 des Trente chants op. 38 ; Symphonie pour piano seul op. 39 no 4-7. Par Alan Weiss (piano). Brillant Classic, 2010.
- Extraits : Les Mois op. 74 ; Préludes op. 31 ; Suites nos 3 et 4 des Trente Chants op. 38 ; Esquisses op. 63. Par Stanley Hoogland (piano). Brillant Classic, 2010.
- Grand duo concertant pour violon et piano op. 21 ; Sonate de concert pour piano et violoncelle op. 47 ; Trio pour piano, violon et violoncelle op. 30. Par Olivier Gardon (piano), Dong-Suk Kang (en) (violon), Yvan Chiffoleau (violoncelle). Timpani, 1992, rééd. 2008.
- Sonate de concert pour piano et violoncelle op. 47. Par Tatiana Vassilieva (violoncelle), Jean-Frédéric Neuburger (piano). Mirare, 2010.
- Concerto pour piano et orchestre, op. 39 (Orchestrated Klindworth, Concerto Da Camera no 1 - 2 - 3). Dmitry Feofanov Piano Direct. Robert Stankovsky, Razumovsky Symphony Orchestra.
- Œuvres du XIXe siècle à Saint-Denis (Boëly, Chauvet, Alkan, Saint-Saëns, Franck) par Pierre Pincemaille : orgue de la basilique Saint-Denis, mai 1994 - Solstice SOCD 116.